# Saint-Sauveur-de-Cruzières

Saint-Sauveur-de-Cruzières este o comună în departamentul Ardèche din sud-estul Franței. În 1 ianuarie 2022 avea o populație de 566 de locuitori.